# 宮永真幸
宮永 真幸（みやなが まさゆき、1967年3月25日 - ）は札幌テレビ放送（STV）編成局アナウンス部担当部長。

## 来歴・人物
- 兵庫県神戸市出身。
- 早稲田大学政治経済学部卒業後、1990年入社。
- 過去に円山球場時代の巨人戦札幌遠征や2006年の札幌ドームでの試合の実況を日本テレビ系全国ネットで務めた事がある。
- 2006・2009年の北海道日本ハムファイターズリーグ優勝の祝勝会ではリポートを担当し、祝勝会終了後には選手へのインタビューを行い当日のSTVラジオの優勝特番で生放送された。

## 出演番組

### テレビ
- どさんこワイド（ニュース担当 2012年10月1日 - ）
- STVストレイトニュース11
  - 月 - 水曜日担当（2024年4月1日 - 9月25日）
  - 月・火曜日担当（2024年9月30日 - ）

## 過去の出演番組

### テレビ
- 朝6生ワイド（1991年10月7日 - 1996年3月29日放送分）
- Dramatic Game 1844（北海道日本ハムファイターズ戦）他スポーツ中継（ゴルフ・スキージャンプなど）
- ぞっこん!スポーツ

### ラジオ
- 北海道歌謡大作戦（1999年4月 - ）
- ドライビングパートナー・STVホットライン（ - 1999年3月、2000年9月 - 2006年3月）
- オハヨー!ほっかいどう（金曜）
- オハヨー!土曜日
- STVアタックナイター他スポーツ中継（競馬など）
- ときめきワイド（13時台「ぞっこん!スポーツ」）
- まるごと!エンタメ〜ション
  - ようじのぢかん 11月第3週（2022年11月21日 - 25日）
  - ようじのぢかん 8月第1週（2023年8月7日 - 8月11日）